# Saratower Stausee
Der Saratower Stausee ist ein Stausee an der Wolga im europäischen Teil Russlands. Er ist ein Teil der sogenannten Wolga-Kama-Kaskade und speist das Wasserkraftwerk Saratow.

## Geographie
Der Stausee erstreckt sich an der unteren Wolga auf 230 km Länge zwischen Samara und dem Staudamm bei Balakowo und ist 1.831 km² groß bei 12,9 Mrd. m³ Stauraum. Damit gehört er zu den größten der Erde. Das Absperrbauwerk besteht aus einem 14 Kilometer langen Erdwall und der eigentlichen Talsperre aus Stahlbeton des Wasserkraftwerkes Saratow mit einer Länge von 1260 m und einer Höhe von bis zu 40 m. 
Nach Samara, das unweit der Mündung des Stroms in den See liegt, ist Sysran die größte Stadt am Seeufer.